# Tor des Kusses
Das Tor des Kusses (rumänisch Poarta sărutului) ist eine Travertinskulptur des rumänischen Bildhauers und Fotografen Constantin Brâncuși.
Das Tor gehört zu Brâncușis Skulpturenensemble von Târgu Jiu in Rumänien, das in den Jahren 1935–38 entstand. Zu dem in den Jahren 1937/38 als Auftragswerk der Frauenliga von Gorj errichteten Ensemble gehören auch Der Tisch des Schweigens und die Unendliche Säule. Vor dem Tor des Kusses lassen sich oftmals auch küssende Paare fotografieren. Das Werk soll an die gefallenen Soldaten des Ersten Weltkriegs erinnern.
Im Juli 2024 wurde das Skulpturen-Ensemble in die Liste des UNESCO-Welterbes aufgenommen.